# Allan Olesen
Pour les articles homonymes, voir Olesen.
Allan Olesen, né le 25 janvier 1974, à Taastrup (Ouest de Copenhague) est un footballeur danois, évoluant au poste de défenseur droit.

## Palmarès
AB Copenhague
- Vainqueur de la Coupe du Danemark (1) : 1999
- Vainqueur de la Supercoupe du Danemark (1) : 1999

 AaB Ålborg
- Champion du Danemark (1) : 2008